# Ruth Britto
Ruth Alexandra Britto-Pacumio (Binghamton, ) é uma física matemática estadunidense, cujos tópicos de pesquisa incluem buracos negros, teoria de Yang-Mills e a teoria das integrais de Feynman; com Freddy Cachazo, Bo Feng e Edward Witten é um dos homônimos das relações de recursão BCFW para calcular amplitudes de espalhamento. É professora associada de matemática e física teórica no Trinity College (Dublin), sendo também afiliada ao Institut de Physique Théorique do Saclay Nuclear Research Centre.

## Formação e carreira
Britto é originalmente de Binghamton, Estado de Nova Iorque, onde seu pai, Ronald Britto, era professor de economia na Universidade de Binghamton. Como estudante de matemática no Instituto de Tecnologia de Massachusetts foi a vencedora do Prêmio Elizabeth Lowell Putnam de 1994 pelo melhor desempenho de uma aluna no William Lowell Putnam Mathematical Competition e vencedora do Alice T. Schafer Prize em 1995, concedido pela Association for Women in Mathematics.
Completou um Ph.D. em física na Universidade Harvard em 2002. Sua tese, Bound states of supersymmetric black holes, foi orientada por Andrew Strominger. Foi pesquisadora do Instituto de Estudos Avançados de Princeton, da Universidade de Amsterdã, Fermilab e Saclay Nuclear Research Centre, antes de ingressar na equipe do Trinity College (Dublin) em 2014.